# そんな名前 欲しくないよ
『そんな名前 欲しくないよ』は2010年3月3日に発売された日本のポップ歌手・IMALUの2枚目のシングル。プロデューサーは2 SOULのKENが担当している。

## 背景
曲はロックテイストな前作『Mashed potato』と異なり、ミッドチューンのラブソングになっており、「別れ」がテーマになっている。

## チャート成績
2010年3月9日付けの日本レコード協会による着うたフルのダウンロード数を集計したRIAJ有料音楽配信チャートで初登場42位。2010年3月13日放送回のTBS系の音楽番組『COUNT DOWN TV』のTHIS WEEK'S 100（今週のTOP100）で初登場89位。

## 批評
hotexpressの平賀哲雄はまず、前作『Mashed potato』で披露したパンチの効いた声には変化はないが、今作の様なミッドチューンを歌うと、泣きじゃくっている様な印象を与えると批評した。洗練された技術を持たない分、エモーションを重要視したボーカルスタイルをとっていると思われるが、それは今作でも功を奏している、不安定ゆえにリアリティが生まれ、自ら手がけた詩をひとつも取りこぼさずに届けることを可能にしている、「綺麗に右から左へ流れていかない、いちいち耳に残っていく歌がここにはあるのだ」と評価した。

## ミュージックビデオ
『そんな名前 欲しくないよ』の監督は高城明久が務めた。

## テレビ番組などでの歌唱
『そんな名前 欲しくないよ』は2010年3月5日放送のテレビ朝日の音楽番組『ミュージックステーション』に出演し、披露している。IMALUにとって初の生放送の音楽番組出演となった。

## 収録曲
| #  | タイトル                           | 作詞  | 作曲                      | 時間 |
| -- | ---------------------------------- | ----- | ------------------------- | ---- |
| 1. | 「そんな名前 欲しくないよ」        | IMALU | KEN for 2 SOUL MUSIC,Inc. | 4:00 |
| 2. | 「SO PERFECT」                     | IMALU | KEN for 2 SOUL MUSIC,Inc. | 4:16 |
| 3. | 「そんな名前 欲しくないよ」(Inst.) | IMALU | KEN for 2 SOUL MUSIC,Inc. | 3:58 |

| #  | タイトル                                        | 作詞 | 作曲・編曲 |
| -- | ----------------------------------------------- | ---- | ---------- |
| 1. | 「そんな名前 欲しくないよ」(ミュージックビデオ) |      |            |

## チャート
| チャート (2010年)        | 最高 順位 |
| ------------------------ | --------- |
| オリコン週間チャート     | 163       |
| RIAJ有料音楽配信チャート | 42        |
| CDTV THIS WEEK'S 100     | 89        |